# 減震
減震又稱避震，是指人們将物体与振动源隔离開來的过程。由於很多人不想受到振动打擾，所以想出了許多阻止振动傳播的方法。振动通过机械波传播，有機械組件會加速振动的傳導，所以有些人會利用一些機械組件和材料吸收机械波，從而減少振動帶來的影響。